# Église Saint-Nicolas de Beaulieu
Pour les articles homonymes, voir Église Saint-Nicolas et Saint Nicolas.
L'église Saint-Nicolas de Beaulieu est une église catholique française. Elle est située sur le territoire de la commune de Beaulieu, dans le département de l'Indre, en région Centre-Val de Loire.

## Situation
L'église se trouve dans la commune de Beaulieu, au sud-ouest du département de l'Indre, en région Centre-Val de Loire. Elle est située dans la région naturelle du Boischaut Sud. L'église dépend de l'archidiocèse de Bourges, du doyenné du Val de Creuse et de la paroisse de Saint-Benoît-du-Sault.

## Histoire
L'église fut construite entre le XIe siècle et le XIIe siècle.
Jusqu'à la Révolution, Beaulieu, aux confins du Berry et de la Marche limousine, était un prieuré dépendant de l'abbaye d'Augustins de Bénévent, dans le diocèse de Limoges. Il fut vendu comme bien national en 1791. Le logis prioral fut démoli au début du XXe siècle et une maison sans caractère fut édifiée sur ses fondations.
L'édifice est inscrit au titre des monuments historiques, le 14 avril 1998.

## Description
La nef, à vaisseau unique, est couverte d'un lambris en berceau et n'est éclairée que par une seule fenêtre percée dans le mur sud. L'église était probablement divisée par un transept comme semble l'indiquer la présence de deux chapelles ouvertes au nord et au sud qui durent remplacer les bras du transept, les piliers situés à l'intersection de la nef et du chœur ainsi que des colonnes engagées dans les murs des chapelles.
Le chœur, à une travée éclairée par trois baies en plein cintre, se termine par un chevet plat. Le principal intérêt de cet édifice réside dans les peintures murales de l'époque gothique qui couvrent les murs et la voûte du chœur. Découvertes en 1994, lors du démontage du retable du maître-autel, les peintures du mur est du chœur ont été restaurées en 1996. Des scènes fragmentaires datant des XIIIe et XIVe siècles, voire du début du XVe siècle, peintes en trois couches, se juxtaposent ou se superposent par endroits, de telle sorte qu'il est malaisé de les discerner. Un Jugement dernier occupe la partie haute du mur, sur toute la surface située entre le cintre de la voûte et la baie d'axe. Le Christ en Majesté est accompagné des anges de la Résurrection et des anges portant les instruments de la Passion. Dans les écoinçons est peinte la Résurrection des Morts, que surmonte la représentation d'une vision de l'Apocalypse, et la Séparation des élus et des damnés. Le tétramorphe était peint sur la voûte. L'Annonciation est visible sur la partie droite du mur. Un autre fragment subsistant montre sans doute les bûcherons du miracle de Saint-Martin dit du Pin abattu.